# Alba Regia-barlang
Az Alba Regia-barlang Magyarország fokozottan védett barlangjai közül az egyik. A Bakony leghosszabb, legmélyebb és Magyarország negyedik legmélyebb barlangja a Bányász-barlang, az István-lápai-barlang és a Vecsembükki-zsomboly mögött. Sokáig az ország harmadik legmélyebb barlangja volt.

## Leírás
A Duna–Ipoly Nemzeti Parkban, az isztiméri Csőszpusztától ÉK-re, kb. 2 km-re, a Tési-fennsíkon, a Köves-domb K-i lejtőjén található. Egy mezőgazdasági művelés alatt álló területen lévő, messziről látható facsoportban van az egyes számú bejárata, amely a főbejárata. Betongyűrűvel van biztosítva és vasráccsal van lezárva ez a bejárata. Bejárati aknájában egy rögzített szögvaslétra lett beépítve, hogy egyszerűbb legyen a közlekedés benne. Másik bejárata 65 m-re nyílik és ugyanúgy van lezárva, valamint kiépítve.
Alsó jura és felső triász dachsteini mészkőben jött létre. Az Alba Regia Barlangkutató Csoporttól kapta nevét. Víznyelőbarlang jellegű üregrendszer, aminek kialakulását a kőzetrétegek dőlése befolyásolta. Járatai lépcsősen elhelyezkedő, 10–20 m szintkülönbségű emeleteket képeznek. Különféle cseppkőképződmények, például cseppkődrapéria, állócseppkő, függőcseppkő, szalmacseppkő és tetaráta figyelhető meg benne.
A legmélyebb részeiben a szén-dioxid koncentrációja magas, 4% körüli, de 5,5%-ot is mértek. Ez nehezíti a bejárását és a további kutatásokat. A lezárt barlang barlangjáró alapfelszereléssel és kutatócsoporttal látogatható. Bejárásához a Duna–Ipoly Nemzeti Park Igazgatóság engedélye és barlangjáró gyakorlat kell. A denevérek nyugalmi időszakában tilos megtekinteni.
Részletes faunisztikai vizsgálatokat végeztek benne, amelyeknek a során 216 állatfajt sikerült kimutatni a barlangból. A denevérek jelentős őszi nászhelye. A Bakonyban a kis patkósdenevérek egyik legnépszerűbb szálláshelye. A nagy pele gyakran előfordul itt, még 130 m mélyen, a szén-dioxidos részeken is megtalálták.
Előfordul a barlang az irodalmában Alba Regia Cave (Kordos 1977), Alba Regia Cseppkőbarlang, Csőszpusztai Alba Regia-barlang (Eszterhás 1984), I-44 (Szolga 1977), I-44-es viznyelő barlangja (Eszterhás 1984), I.-44. sz. nyelő barlangja (Szolga 2003), I-44. objektum (Kordos 1984), I-45, Vackor-nyelő barlangja (Eszterhás 1984), Vadász-nyelő (Kordos 1984) és Vadász-nyelő barlangja (Eszterhás 1984) neveken is. 1982-ben volt először Alba Regia-barlangnak nevezve a barlang az irodalmában.

## Kutatástörténet
Az Alba Regia Barlangkutató Csoport tagjainak 1975-ben sikerült bejutniuk a barlangba. 1962 óta keresték a bejutást az I-44 nevű víznyelő folytatásába. 1975–1976-ban mérték fel a barlangot a csoport tagjai, akiket Kárpát József vezetett, majd a felmérés felhasználásával 1976-ban elkészültek a barlang első térképei (alaprajz térkép és hosszmetszet térkép). A térképeket Kárpát József szerkesztette és Szolga Ferenc rajzolta. Kárpát József a felmérés alapján megszerkesztette a barlang axonometrikus térképét. 1976-ban vált országos jelentőségű barlanggá a 4400-as (Bakony) barlangkataszteri területen lévő, tési Alba Regia-barlang.
Az 1976. évi MKBT Beszámolóban napvilágot látott, Kordos László által írt jelentésben szó van arról, hogy 1976-ban Szolga Ferenc a tési Alba Regia-barlang két pontjáról üledékmintát gyűjtött, amelyek iszapolása után a következő csontmaradványok kerültek elő: 1. minta (Cseppkő-folyosó eleje): Bufo (varangy), Rhinolophus hipposideros (kis patkósdenevér), Myotis bechsteinii (nagyfülű denevér), Ovis seu capra (juh vagy kecske). A Rhinolophus hipposideros a Kárpát-medencében a holocén klímaoptimumában jelenik meg, a Myotis bechsteinii az óholocénban gyakori, így minden bizonnyal a Bükki és a Kőháti faunafázisba (szubboreális, bronz-vaskor) idejére datálható. 2. minta (Omladék labirintus): Myotis bechsteinii (nagyfülű denevér), Myotis brandtii (Brandt-denevér), Plecotus (hosszúfülű denevér), Glis glis (nagy pele). Az üledék és a fauna kora minden bizonnyal holocén.
1977. január 9-én Eszterhás István szpeleográfiai terepjelentést készített a barlangról, amelyet a barlang 1976. július 6-i terepbejárása alapján írt. A terepjelentés szerint a barlang kb. 675 m hosszú a barlang alaprajz térképe szerint. A barlang kb. 930 m hosszú a valóságban, legnagyobb vízszintes kiterjedése kb. 350 m, legnagyobb függőleges kiterjedése pedig kb. 210 m. Az 1976-ban összeállított, országos jelentőségű barlangok listájában lévő barlangnevek pontosítása után, 1977. május 30-án összeállított, országos jelentőségű barlangok listáján rajta van a Bakony hegységben, Tésen található barlang Alba Regia-barlang néven. Az 1977. évi Karszt és Barlang angol nyelvű különszámában megjelent, The longest and deepest caves of Hungary (December 31, 1975) című közleményből megtudható, hogy a Bakony hegységben fekvő, 800 m hosszú, 170 m mély Alba Regia Cave 1975. december 31-én Magyarország 18. leghosszabb és 3. legmélyebb barlangja. A 19. leghosszabb barlang (Viktória-barlang) és a 20. leghosszabb barlang (Cserszegtomaji-kútbarlang) szintén 800 m hosszú.
Az 1977. december 31-i állapot szerint (MKBT Meghívó 1978. május) a Bakony hegységben lévő, 210 m mély és 925 m hosszú Alba Regia-barlang az ország 3. legmélyebb és 18. leghosszabb barlangja. Az 1977. évi Karszt és Barlangban megjelent összeállítás alapján, 1977. december 31-én Magyarország 19. leghosszabb barlangja a Bakony hegységben elhelyezkedő, 1977. december 31-én 925 m hosszú, 1976-ban és 1975-ben pedig 800 m hosszú Alba Regia-barlang. Az összeállítás szerint, 1977. december 31-én Magyarország 3. legmélyebb barlangja a Bakony hegységben elhelyezkedő, 1977. december 31-én és 1976-ban 210 m mély, 1975-ben pedig 170 m mély Alba Regia-barlang. Ez az összeállítás naprakészebb az 1978. májusi MKBT Meghívóban publikált listánál.
1976–1978-ban újra felmérték a barlangot a csoporttagok a barlangbejárattól az I. Traviig. A felmérést Kárpát József vezette, aki a felmrés felhasználásával megszerkesztette ennek a résznek az alaprajz térképét és keresztmetszet térképeit. A térképek 1:200 méretarányban ábrázolják a barlangot. 1978-ban le lett zárva a barlang bejárata az MKBT XXII. Országos Vándorgyűlésének előkészítésére szervezett tábor során vasrács ajtóval. Az MKBT Meghívó 1978. júniusi számában publikálva lett, hogy az 1978. májusi MKBT Meghívóban napvilágot látott, Magyarország legmélyebb és leghosszabb barlangjai című felsorolásban a 22. oldalon az Alba Regia-barlang tévesen a Bükk hegységben van. 1979-ben fedezték fel a barlang Bertalan-ágát, amely Bertalan Károly nevét kapta. Ebben az évben járt benne a Másfélmillió lépés Magyarországon című sorozat stábja.

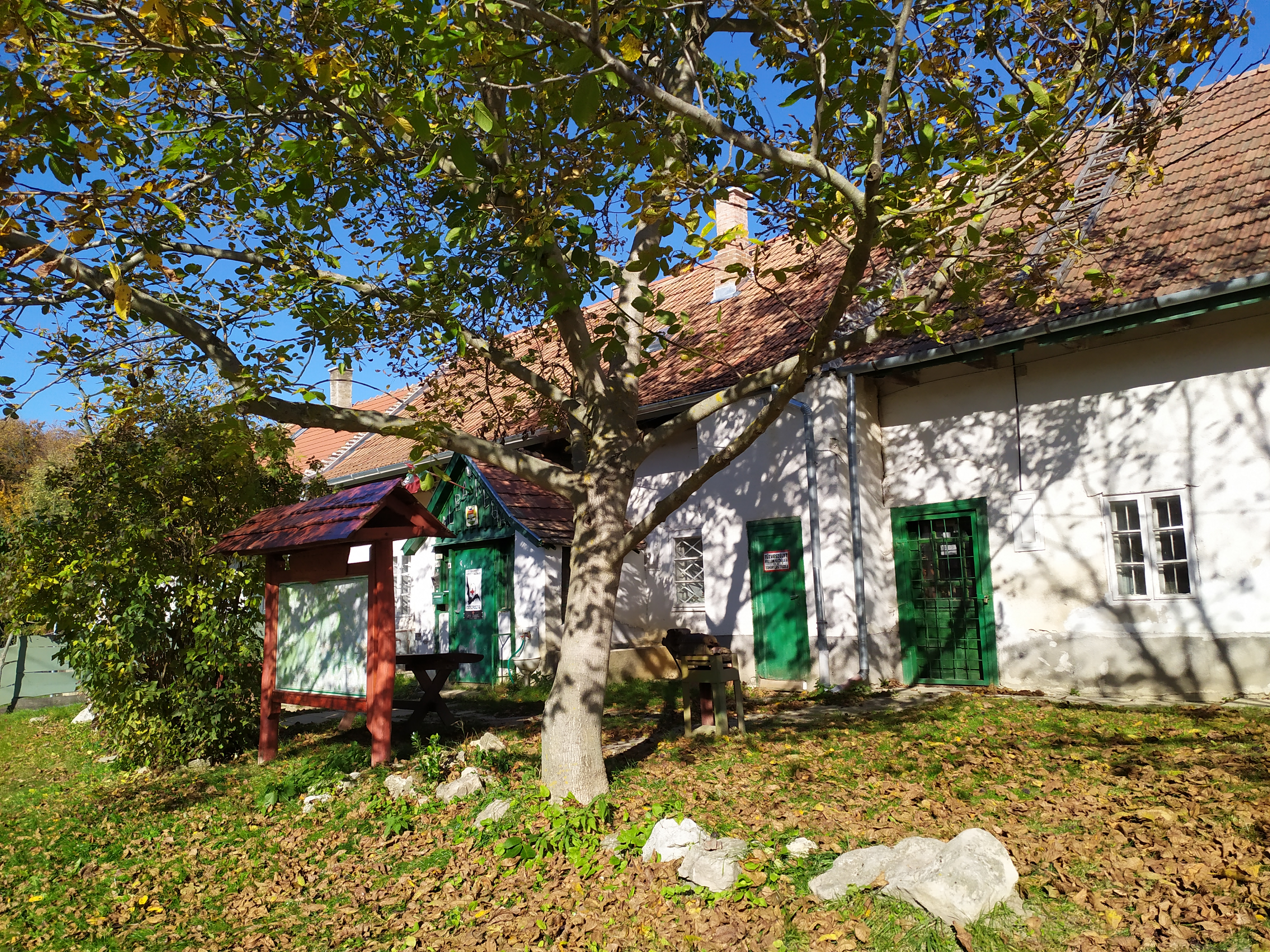
A Tés-Csőszpusztán található Alba Regia Barlangkutató Állomás, amely a barlangtól kb. 2 km-re helyezkedik el

Az 1980. évi Karszt és Barlang 1. félévi számában publikálva lett, hogy a kiemelt jelentőségű Alba Regia-barlang a 4400-as barlangkataszteri területen (Bakony hegység és É-i előtere) helyezkedik el. A barlangnak 4422/1. a barlangkataszteri száma. Az MKBT Dokumentációs Bizottsága a helyszínen el fogja helyezni, a többi kiemelt jelentőségű barlanghoz hasonlóan, a barlang fémlapba ütött barlangkataszteri számát. A barlangkataszteri szám beütéséhez alapul szolgáló fémlap ugyanolyan lesz mint a többi kiemelt jelentőségű barlang fémlapja.
1980 októberében Kárpát József szerkesztette meg a barlang alaprajz térképét és keresztmetszet térképeit. 1980. november 7-én Kárpát József szerkesztette meg a Kürtős-ág hosszmetszet térképét és keresztszelvény térképeit. 1980. november 20–21-én Kárpát József megszerkesztette a barlang alaprajz térképét. 1980. december 1-jén a barlang felmért hossza 1827,75 m. A barlang 1981. október 23-án készült barlangkataszteri törzslapja alapján az Alba Regia-barlang 2062 m hosszú (1983-ban kijavították a törzslapon az adatot 2560 m-re), 200,2 m mély és 388 m vízszintes kiterjedésű. Az is olvasható a kéziratban, hogy a barlang bejárata előtt egy fából készült védkunyhó állt. Kárpát József 1981-ben megrajzolta a barlang új alaprajz térképét és keresztszelvény térképeit. A térképek elkészítéséhez a barlangot 1975 és 1981 között az Alba Regia Barlangkutató Csoport mérte fel. A keresztszelvények az 1982-es barlangatlaszban jelentek meg.
1982-ben jelent meg a barlang térképatlasza a Magyarország barlangtérképei sorozat második kiadványaként. A kiadványba bekerült a barlang alaprajz térképe és keresztmetszet térképei. 1982. július 1-től az Országos Környezet- és Természetvédelmi Hivatal elnökének 1/1982. (III. 15.) OKTH számú rendelkezése (1. §. és 3. §., illetve 5. sz. melléklet) értelmében a Bakony hegységben lévő Alba Regia-barlang fokozottan védett barlang. Fokozottan védett barlang általános szpeleológiai jelentősége alapján lett. Az 1982. szeptember–októberi MKBT Műsorfüzetben meg van említve, hogy a Bakony hegységben található Alba Regia-barlang fokozottan védett barlang. A felsorolásban a barlangnevek az MKBT által jóváhagyott és használt helyesírás szerint, javított formában lettek közölve. Az 1982. évi MKBT Beszámolóban lévő, Kordos László által írt áttekintésben meg van említve, hogy 1982-ben Eszterhás István a Szifon őre képződménynél mintát gyűjtött, amelyben nem voltak csontok.
1983-ban sikerült megnyitni a második számú bejáratot, amely egy nem messze található másik víznyelőhöz, az I.-45/a.-hoz tartozik. Még ebben az évben meghaladta a járatok hossza a 3 km-t. Az 1984-ben megjelent, Lista a Bakony barlangjairól című összeállítás szerint a Keleti-Bakonyban, a 4422-es barlangkataszteri területen, Isztiméren lévő Alba Regia-barlang további nevei Csőszpusztai Alba Regia-barlang, Vadász-nyelő barlangja, Vackor-nyelő barlangja, I-44-es viznyelő barlangja és I-44. A 4422/ barlangkataszteri számú barlang karsztos. 9 kiemelt jelentőségű, fokozottan védett barlang van a Bakonyban, amelyek közül egyik az Alba Regia-barlang. A Bakony hegység leghosszabb és legmélyebb barlangja a 2760 m hosszú és 200 m mély barlang. Ebben az évben Koch Zoltán rajzolta meg a barlang alaprajz térképét (helyszínrajzzal), hosszmetszet térképét és keresztmetszet térképeit. Ezek a térképek a korábbi térképek alapján és új felmérések felhasználásával lettek rajzolva. A felmérés alapján a barlang felmért hossza 2635 m, mélysége pedig 200,2 m.
Az 1984-ben kiadott, Magyarország barlangjai című könyv szerint az 1970-es évek egyik jelentős felfedezése volt a barlang feltárása. A kiadvány országos barlanglistájában szerepel a barlang Alba Regia-barlang néven I-44. objektum és Vadász-nyelő névváltozatokkal. A listához kapcsolódóan látható az Északi-Bakony barlangjainak földrajzi elhelyezkedését bemutató 1:500 000-es méretarányú térképen a barlang földrajzi elhelyezkedése. Az 1981. december 31-i helyzet szerint a 2060 m hosszú barlang hazánk 9. leghosszabb és a Bakony hegység leghosszabb barlangja. A 198 m mély barlang az ország 3. legmélyebb és a Bakony hegység legmélyebb barlangja. Az 1986. évi Karszt és Barlangban megjelent bibliográfia regionális bibliográfia részében szerepel a barlang Alba Regia-barlang néven. Az összeállítás szerint a Karszt és Barlangban publikált írások közül 3 foglalkozik a barlanggal.
Az 1987. december 31-i állapot alapján Magyarország 10. leghosszabb barlangja a 4422/1 barlangkataszteri számú, 2560 m hosszú Alba Regia-barlang. Az összeállítás szerint az 1977. évi Karszt és Barlangban közölt hosszúsági listában a barlang 925 m hosszú. Az 1987. december 31-i állapot alapján Magyarország 3. legnagyobb függőleges kiterjedésű barlangja a 4422/1 barlangkataszteri számú, 200,2 m függőleges kiterjedésű Alba Regia-barlang. Az összeállítás szerint az 1977. évi Karszt és Barlangban közölt mélységi listában a barlang 210 m mély. 1989-ben a barlangban lévő Száraz-ág végpontján végzett feltáró kutatást az Alba Regia Barlangkutató Csoport.
Az 1989. évi Karszt és Barlangban lévő, Magyarország barlangjai című összeállításban szó van arról, hogy a Bakony hegység legnagyobb üregrendszere a vékony lösztakaróval fedett Tési-fennsíkon fekvő Alba Regia-barlang. A barlangkutatók a barlangba 1975-ben, egy időszakos víznyelő megbontásával jutottak be. Hossza a folyamatos feltárásnak köszönhetően napjainkban már meghaladja a 2500 m-t, 200 m-es mélységével pedig Magyarország harmadik legmélyebb barlangja. 10–20 m szintkülönbségű, lépcsősen egymás mellett húzódó emeleteket alkotnak jellegzetes, lapított keresztmetszetű főfolyosói, melyek az alsó jura mészkő rétegdőlését követik. Alsó részeinek további kutatását nagyon megnehezíti az akár 4 %-ot is elérő szén-dioxid-koncentráció. A publikációban lévő 1. ábrán (Magyarország térkép) be van mutatva a barlang földrajzi elhelyezkedése.
A folyóirat 1989. évi különszámában napvilágot látott ennek az utóbbi tanulmánynak az angol nyelvű változata (The caves of Hungary). Ebben a tanulmányban Alba Regia Cave a barlang neve. Az angol nyelvű tanulmányhoz mellékelve megjelent egy olyan lista, amelyben Magyarország leghosszabb, és egy olyan lista, amelyben Magyarország legmélyebb barlangjai vannak felsorolva. A két felsorolás szerint a Bakony hegységben fekvő, 2560 m hosszú és 200 m mély Alba Regia-barlang (Alba Regia Cave) 1988-ban Magyarország 10. leghosszabb és 3. legmélyebb barlangja. (1977-ben a barlang 925 m hosszú és 210 m mély volt.)
1990-ben az Alba Regia Barlangkutató Csoportnak volt kutatási engedélye a barlang kutatásához, és mikológiai kutatást, valamint üledékvizsgálatokat végzett benne. 1991-ben kisebb feltárások történtek a barlangban. 1994. július 31-én baleset történt benne, a bejáratától nem messze. Egy barlanglátogató beépített létráról 4–5 m-t zuhant, és az első megállapítás alapján súlyos, életveszélyes sérüléseket szenvedett. A riasztott Barlangi Mentőszolgálat és az Alba Regia Barlangkutató Csoport tagjai mentették ki a balesetet szenvedettet a barlangból, akiről később kiderült, hogy csak kisebb, zúzódásos sérülései voltak. 1998. május 14-től a környezetvédelmi és területfejlesztési miniszter 13/1998. (V. 6.) KTM rendelete szerint a Duna–Ipoly Nemzeti Park Igazgatóság illetékességi területén, a Bakony hegységben található Alba Regia-barlang az igazgatóság engedélyével látogatható. 2001. május 17-től a környezetvédelmi miniszter 13/2001. (V. 9.) KöM rendeletének értelmében a Bakony hegység területén lévő Alba Regia-barlang fokozottan védett barlang. Egyidejűleg a fokozottan védett barlangok körének megállapításáról szóló 1/1982. (III. 15.) OKTH rendelkezés hatályát veszti.
A 2003-ban megjelent, Magyarország fokozottan védett barlangjai című könyvben található barlangismertetés szerint 3600 m hosszú, 200,2 m függőleges kiterjedésű és 360 m vízszintes kiterjedésű. A könyvben lévő, Egri Csaba és Nyerges Attila által készített hosszúsági lista szerint a Bakony hegységben lévő és 4422-1 barlangkataszteri számú Alba Regia-barlang Magyarország 9. leghosszabb barlangja 2002-ben. A 2002-ben 3600 m hosszú barlang 1977-ben 925 m és 1987-ben 2560 m hosszú volt. A könyvben található, Egri Csaba és Nyerges Attila által készített mélységi lista szerint a Bakony hegységben lévő és 4422-1 barlangkataszteri számú Alba Regia-barlang Magyarország 3. legmélyebb barlangja 2002-ben. A 2002-ben 200 m mély barlang 1977-ben 210 m és 1987-ben 200 m mély volt.
2004-ben a Bakonyi Barlangi Mentőszolgálat mentési gyakorlatot tartott benne. 2005 januárjában Gyebnár János szerkesztette meg a barlangban található Gubanc színes alaprajz térképét. 2005. szeptember 1-től a környezetvédelmi és vízügyi miniszter 22/2005. (VIII. 31.) KvVM rendelete szerint a Duna–Ipoly Nemzeti Park Igazgatóság működési területén, a Bakony hegységben található Alba Regia-barlang a felügyelőség engedélyével látogatható. 2005. szeptember 1-től a környezetvédelmi és vízügyi miniszter 23/2005. (VIII. 31.) KvVM rendelete szerint a Bakony hegységben lévő Alba Regia-barlang fokozottan védett barlang.
A 2005-ben megjelent, Magyar hegyisport és turista enciklopédia című kiadványban önálló szócikke van a barlangnak. Az Alba Regia-barlang szócikk szerint Magyarország 3. legmélyebb, 1982-től fokozottan védett barlangja. A Bakony K-i részén elhelyezkedő Tési-fennsíkon, Csőszpusztától ÉK-re, a Köves-domb K-i lejtőjén, 453 m tszf. magasságban van a barlang bejárata. A szántóföldön lévő bejáratát messziről is látható kis facsoport rejti. 3600 m hosszú és 200 m mély a dachsteini mészkőben létrejött barlang. Rétegdőlést követő járatai 10–20 m szintkülönbségű, lépcsősen elhelyezkedő emeleteket képeznek. A folyosókra jellegzetes lapított, lóhere vagy kulcslyuk szelvény jellemző. Csak két zónában vannak a falakon cseppkövek. Alsó részein a levegő szén-dioxid tartalma eléri a 4%-ot, ami hátráltatja a további kutatást. A barlangba 1975-ben az időszakosan aktív 44. számú víznyelő (Vadász-nyelő) 8 m mély tölcsérének megbontásával jutottak be az Alba Regia Barlangkutató Csoport tagjai. Engedély és barlangjárási gyakorlat kell a lezárt barlang látogatásához. Az Alba Regia Barlangkutató Csoportról szóló szócikkben meg van említve, hogy a csoport egyik legjelentősebb barlangfeltárása az Alba Regia-barlang feltárása. Kárpát József szócikkében meg van említve, hogy Kárpát József nevéhez kötődik az Alba Regia-barlang 1975. évi felfedezése, amelynek során a jelenlegi 4 km-ből Kárpát József által vezetve 3 km új részt tártak fel.
2007. március 8-tól a környezetvédelmi és vízügyi miniszter 3/2007. (I. 22.) KvVM rendelete szerint a Duna–Ipoly Nemzeti Park Igazgatóság működési területén, a Bakony hegységben elhelyezkedő Alba Regia-barlang az igazgatóság engedélyével tekinthető meg. A 2013-ban publikált és Varga Gábor által írt tanulmányban a Fejér megyében lévő Isztiméren elhelyezkedő és 4422-1 barlangkataszteri számú Alba Regia-barlang a másodlagos régészeti lelőhelyek közé van sorolva. 2013. július 19-től a vidékfejlesztési miniszter 58/2013. (VII. 11.) VM rendelete szerint az Alba Regia-barlang (Bakony hegység, Duna–Ipoly Nemzeti Park Igazgatóság működési területe) az igazgatóság hozzájárulásával látogatható. 2015. november 3-tól a földművelésügyi miniszter 66/2015. (X. 26.) FM rendelete szerint az Alba Regia-barlang (Bakony hegység) fokozottan védett barlang. 2021. május 10-től az agrárminiszter 17/2021. (IV. 9.) AM rendelete szerint az Alba Regia-barlang (Bakony hegység, Duna–Ipoly Nemzeti Park Igazgatóság működési területe) az igazgatóság engedélyével látogatható. A 13/1998. (V. 6.) KTM rendelet egyidejűleg hatályát veszti.

## További irodalom
- Dénes György: Magyarország barlangjai. Karszt- és barlangkutatási tanfolyam, Jegyzet. I. köt. 1980. 96. old.
- Eszterhás István: Az Alba Regia Barlangkutató Csoport. Turista Magazin, 1977. 1. sz.
- Eszterhás István: Barlangparadicsom a Tés–Mellári-fennsíkon. Turista Magazin, 1977. 5. sz. 43. old.
- Eszterhás István: A Keleti-Bakony karszt- és barlangkutatásának eredményei. VII. Bakonykutató Ankét, Zirc, 1978. 3–7. old.
- Eszterhás István: A Keleti-Bakony karszt- és barlangkutatásának 1979–1980. évi eredményei. VIII. Bakonykutató Ankét, Zirc, 1980. 97., 99–100., 101. old.
- Fo. – Ti: Az Alba Regia-barlang érdekességei. Fejér Megyei Hírlap, 1977. IX. 1.
- Gönczöl Imre: Új folyosót tártak fel a barlangkutatók. Napló, 1979. VIII. 28.
- Gönczöl Imre: Hibaigazítás. Turista Magazin, 1980. IX.
- H. A.: 77 nap a kék jelzés mentén. Karaván, 1980. IX.
- Kárpát József: Cseppkőbarlang a Bakonyban. Fejér Megyei Hírlap, 1976. III. 11.
- Mészáros Gyula szerk.: Bakony, Balaton-felvidék. Budapest, 1983. 52–53. old. (A Bakony barlangjai című fejezetet, a 45–71. oldalakat Eszterhás István írta.)
- Móc G. L.: Zeusz szíve után karsztvíztavat keresnek a Bakony mélyén. Hétfői Hírek, 1977. X. 24.
- Szolga Ferenc: Barlangkutatók a kőkorszak nyomában. Kincsesi Bauxit, 1976. 11.
- Szolga Ferenc: Barlangkutatók sikere. Kincsesi Bauxit, 1976. 8.
- Szolga Ferenc: Hazánk harmadik legmélyebb barlangja a Tési-fennsíkon. Kincsesi Bauxit, 1977. 4.
- Szolga Ferenc: Barlangkutató tábor. Fejér Megyei Hírlap, 1979. X. 14.
- Szolga Ferenc: Feltérképezték a vidék barlangjait. Fejér Megyei Hírlap, 1980. május 9.
- Takács: Út Zeusz szívéhez. Fejér Megyei Hírlap, 1977. július 26. és Kincsesi Bauxit, 1977. 7.